# Contres (Cher)
Contres – miejscowość i gmina we Francji, w Regionie Centralnym, w departamencie Cher.
Według danych na rok 1990 gminę zamieszkiwało 28 osób, a gęstość zaludnienia wynosiła 2 osoby/km² (wśród 1842 gmin Regionu Centralnego Contres plasuje się na 1077. miejscu pod względem liczby ludności, natomiast pod względem powierzchni na miejscu 936.).